# 万寿寺塔林
万寿禅寺塔林是万寿禅寺埋葬历代高僧的墓塔群。万寿禅寺又名林山寺，位于河北省平山县三汲乡东林山西麓，占地面积约 6 万多平方米。2006年，万寿禅寺塔林被中华人民共和国国务院列入第六批全国重点文物保护单位。

## 规模
塔林现存砖塔12座，现仅4、6、7至11号七座砖塔的塔铭文字可辨识。